# フィリッポ・マンフレーディ
ジョヴァンニ・フィリッポ・トンマーゾ・マンフレーディ（Giovanni Filippo Tommaso Manfredi 1731年3月8日 - 1777年7月21日）は、イタリアのヴァイオリニスト、作曲家。

## 生涯
マンフレーディはルッカに生まれた。彼の家系は音楽一家であり、家族の中にはルッカでは名の知れたオーケストラであったCapella di Palazzoで活動中のメンバーも複数存在した。マンフレーディに最初に音楽の手ほどきを行ったのは、フレディアーノ・マッテーオ・ルケージとタルティーニ門下のドメニコ・フェラーリであった。また、1745年から1746年にかけてはジェノヴァでピエトロ・ナルディーニにも教えを仰いでいた。1758年以降、マンフレーディはルッカのパラティーナ礼拝堂で首席ヴァイオリニストを務め、同時に北イタリアの様々な都市を巡ってソロ・コンサートを催した。ミラノではナルディーニ、ジュゼッペ・カンビーニ、そしてルイジ・ボッケリーニと共に室内楽活動を盛んに行い、その後1762年にはボッケリーニとデュオを結成する。2人はウィーンで演奏会を開き、フランスに赴いてパリのコンセール・スピリチュエルでも演奏した。また彼らはパリにおいてスペイン大使の仲介により、スペイン王子ドン・ルイスの私設オーケストラでの職を得た。しかしマンフレーディは1772年に故郷ルッカのパラティーナ礼拝堂へと戻り、その後この地で短い生涯を終えるまでこの職に留まった。

## 主要作品
- ヴァイオリンと通奏低音のための6つのソナタ Op.1 （1769年）
- ヴァイオリン、ヴィオラとチェロのための『Piccolo trio』
- ヴァイオリンと通奏低音のためのソナタ 変ホ長調